# Virpi Pahkinen
Virpi Eriika Pahkinen, född 16 december 1966 i Jyväskylä i Finland, är en sverigefinsk dansare, koreograf och författare bosatt i Stockholm.

## Karriär
Virpi Pahkinen är en av Nordens ledande koreografer och solodansare och har verkat vid dansscener i närmare 50-tal länder. Hennes karriär har även tagit henne till okonventionella scener som biblioteket i Alexandria och Nobelfesten i Stockholm.  Hon har skapat flera koreografier för internationella danskompanier som polska Balet Poznanski, Vietnam National Opera Ballet och Stockholm 59° North. Hennes dansstil är karaktäristisk och har beskrivits som organisk och djurlik.
Hon skapade sin första solokoreografi vid 18 års ålder. Under några år bedrev Pahkinen pianostudier vid konservatoriet i Helsingfors men bytte bana till dansen och 1989 började hon på koreografilinjen vid Danshögskolan i Stockholm. 1999 medverkade hon och koreograferade Håkan Berthas uppmärksammade dansfilm Atom by Atom. Sedan dess har Pahkinen medverkat i flera dansfilmer som M of Mafra, Bardo 010, Arbor och Sahara. Hon spelade även rollen som Mjölkflickan i Ingmar Bergmans sista uppsättning av Spöksonaten.
År 2013 debuterade hon som författare med den självbiografiska romanen Ormbäraren som har beskrivits som en personlig dansdagbok som genom anekdoter skildrar hennes resor runt världen. Samma år hade hennes föreställning Scarabé premiär på Dansens hus i Stockholm.
Pahkinen menar att nebulosor, mysticism, klubbmusik och österländsk religion är några av hennes inspirationskällor. Hon utövar även yoga på en avancerad nivå.

## Teater

### Roller
| År   | Roll                           | Produktion                                                                                     | Regi                        | Teater   |
| ---- | ------------------------------ | ---------------------------------------------------------------------------------------------- | --------------------------- | -------- |
| 1991 | Bröllopsgäst Dåre Auktionsfolk | Peer Gynt Henrik Ibsen                                                                         | Ingmar Bergman              | Dramaten |
| 1992 | Ringens ande                   | Aladdin eller Den underbara lampan (Aladdin, eller Den forunderlige Lampe) Adam Oehlenschläger | Richard Looft               | Dramaten |
| 1992 | Fågeln                         | Djungelsången Eva Wikander                                                                     | Richard Looft Maria Ericson | Dramaten |
| 1993 | Pelaren, gestalt               | Rummet och tiden (Die Zeit und das Zimmer) Botho Strauss                                       | Ingmar Bergman              | Dramaten |
| 1994 | En pojke Vasti, Devil's angel  | Goldbergvariationer (Die Goldberg-Variationen) George Tabori                                   | Ingmar Bergman              | Dramaten |
| 2000 | Mjölkflickan                   | Spöksonaten August Strindberg                                                                  | Ingmar Bergman              | Dramaten |

## Priser och utmärkelser
- 1995 – Nöjesguidens Stockholmspris
- 1996 – Finlandspris för unga konstnärer
- 1996 – Svenska Dagbladets operapris
- 2001 – 1:a koreografipris Internationales-Solo-Tanz-Theater Festival, Stuttgart
- 2002 – Carina Ari-medaljen
- 2005 – Kulturfonden för Sverige och Finland Kulturpris
- 2007 – Svenska Kommunal-arbetareförbundets Kulturstipendium
- 2009 – Svenska teaterkritikers förenings danspris
- 2011 – Litteris et Artibus
- 2013 – Svenska kyrkans kulturstipendium
- 2014 – Stockholms Cullbergpris

## Bildgalleri ur dansföreställningar

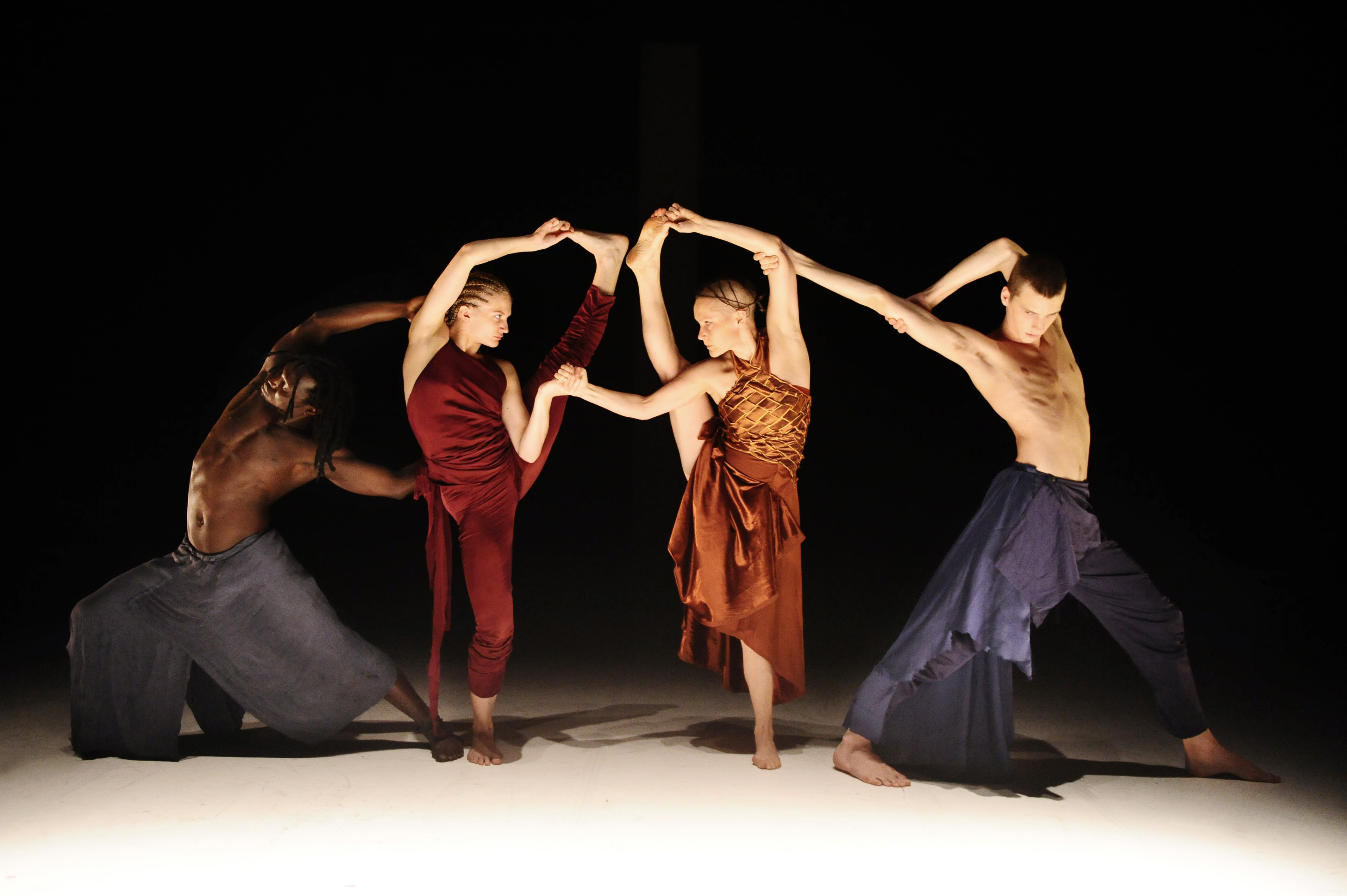
Ur föreställningen Aajej av Virpi Pahkinen, Dansens Hus Stockholm 2010.
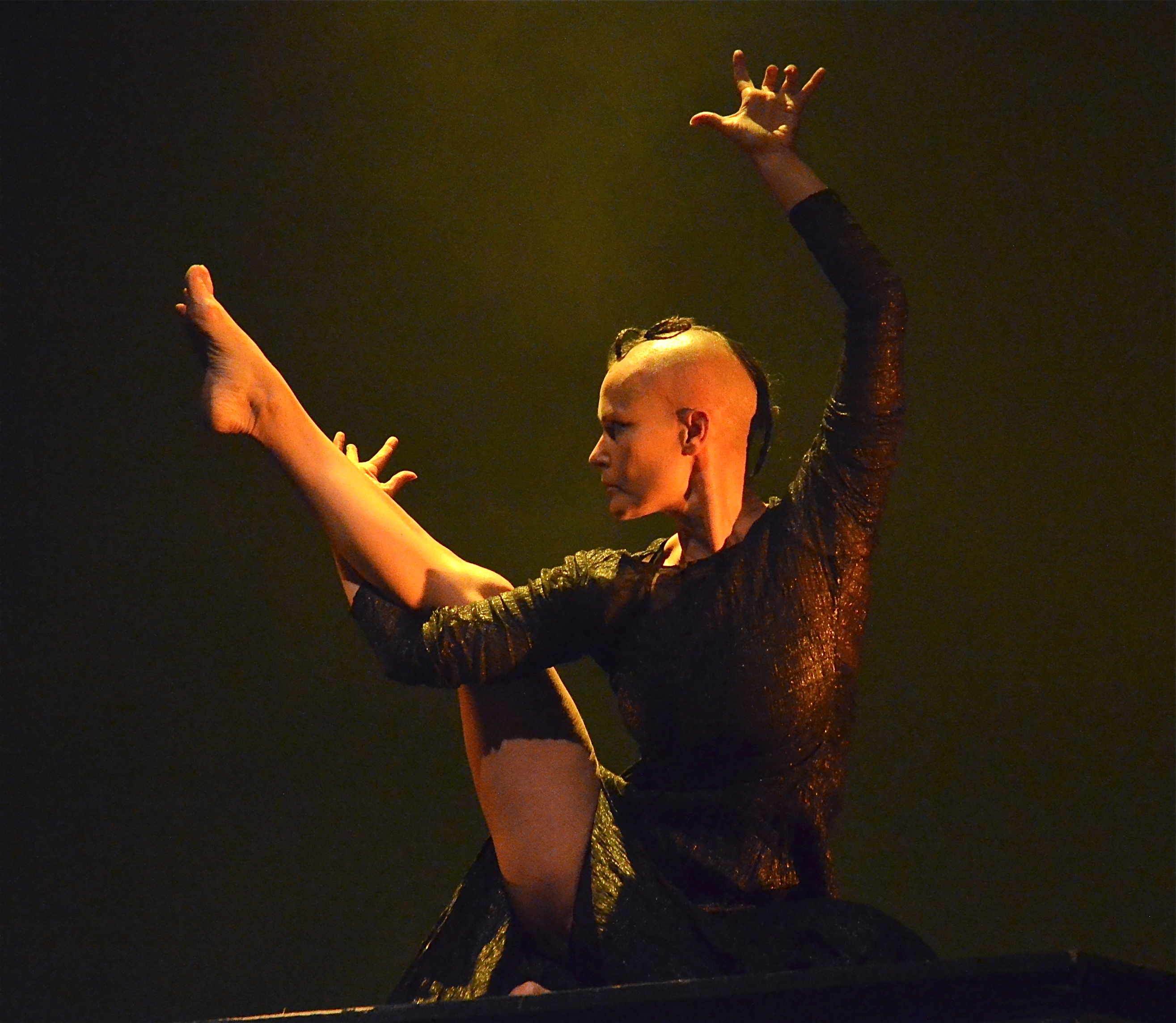
Stockholms Kulturfestival 2011.
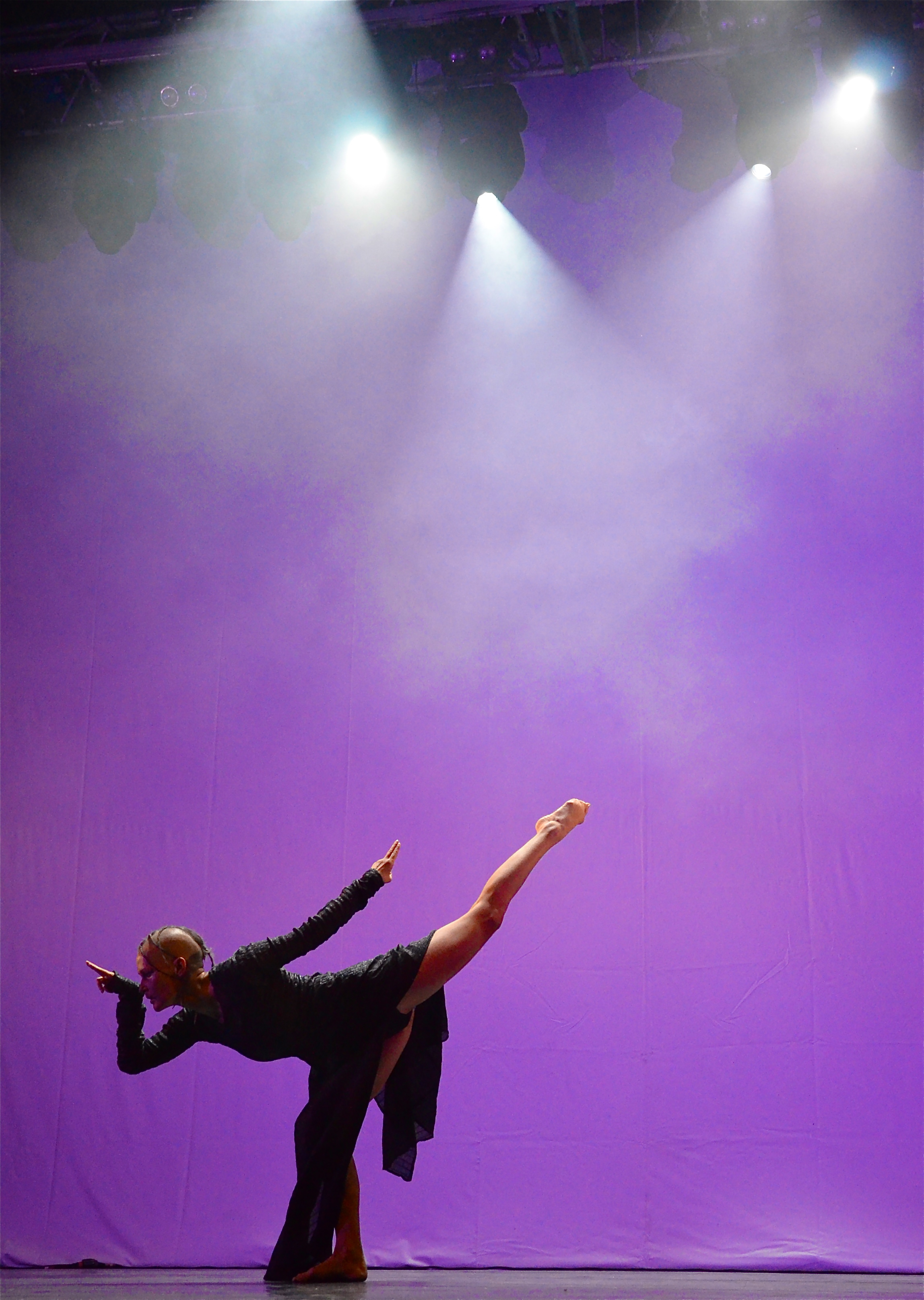
Stockholms Kulturfestival 2011.
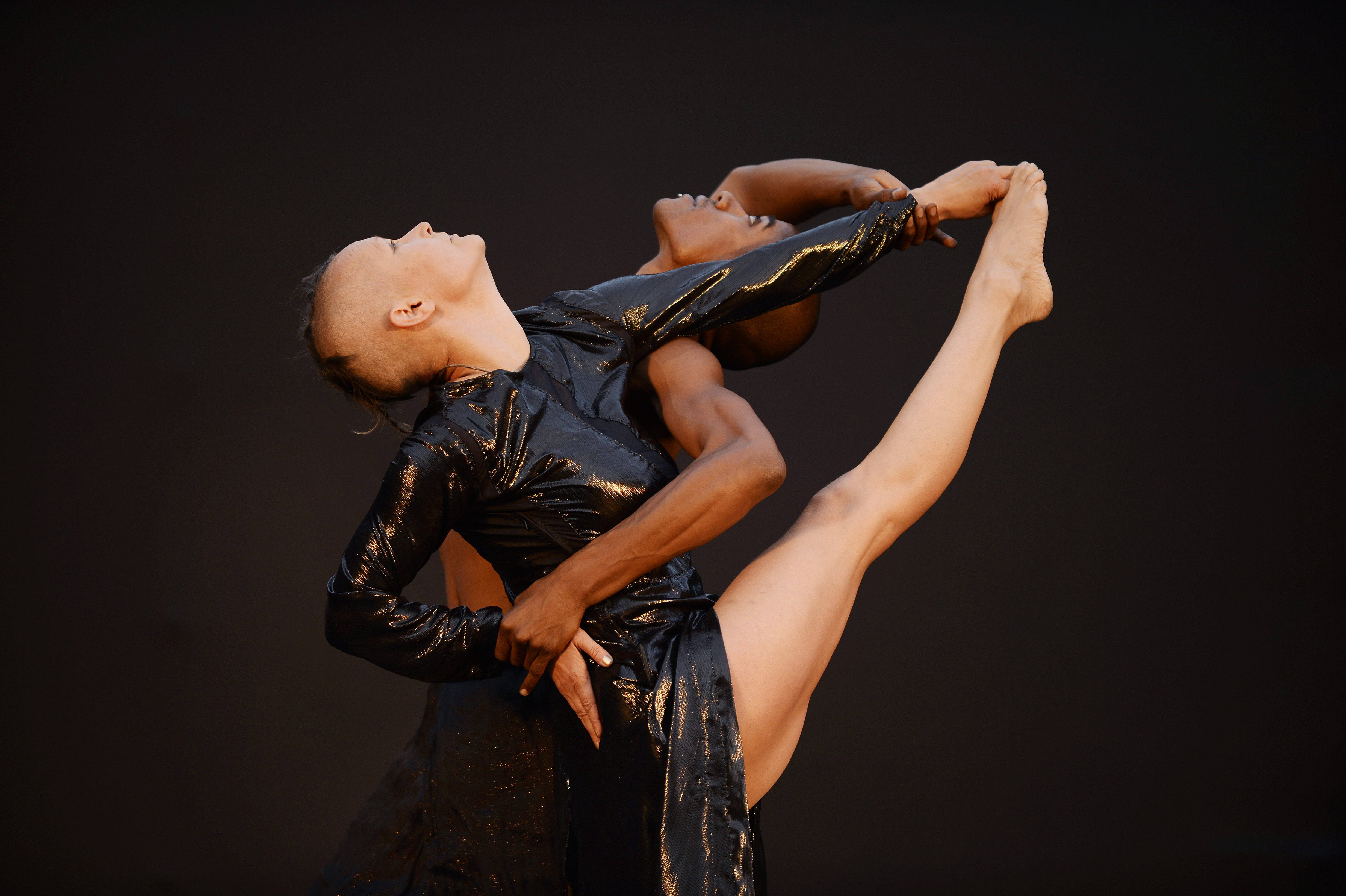
Parkteatern Stockholm 2013.
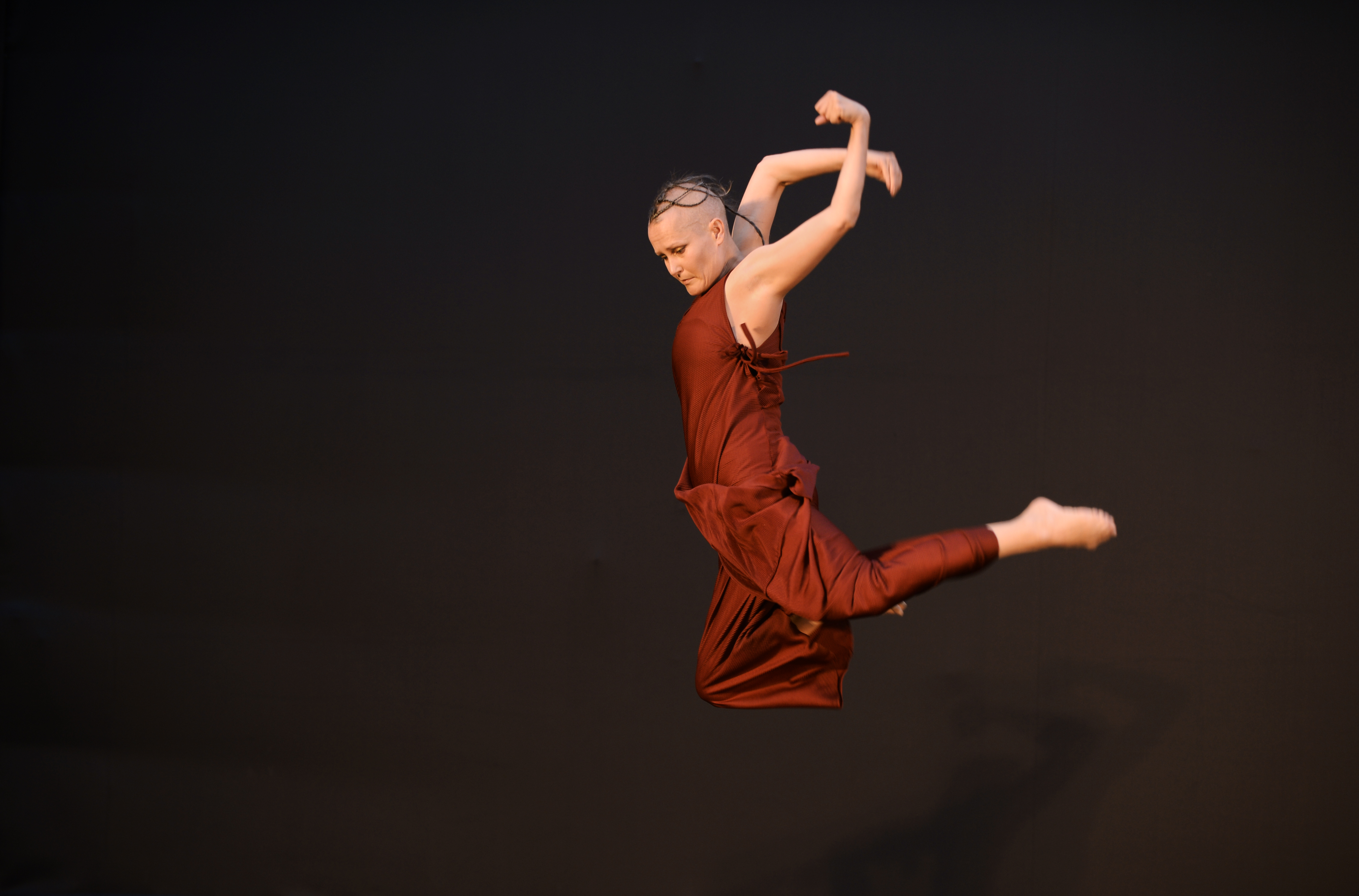
Parkteatern Stockholm 2013.
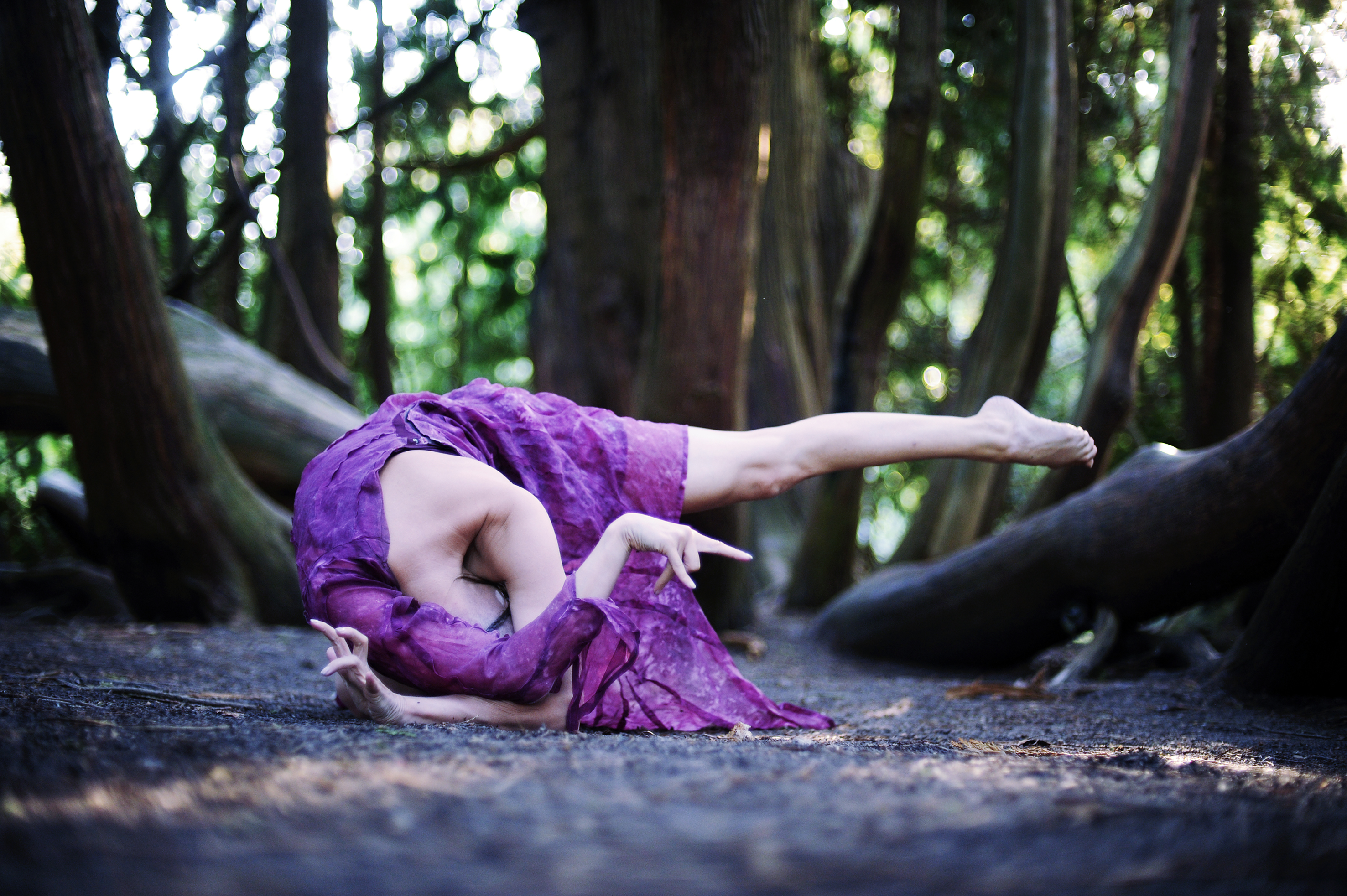
Ur dansfilmen Arbor av Virpi Pahkinen 2013.
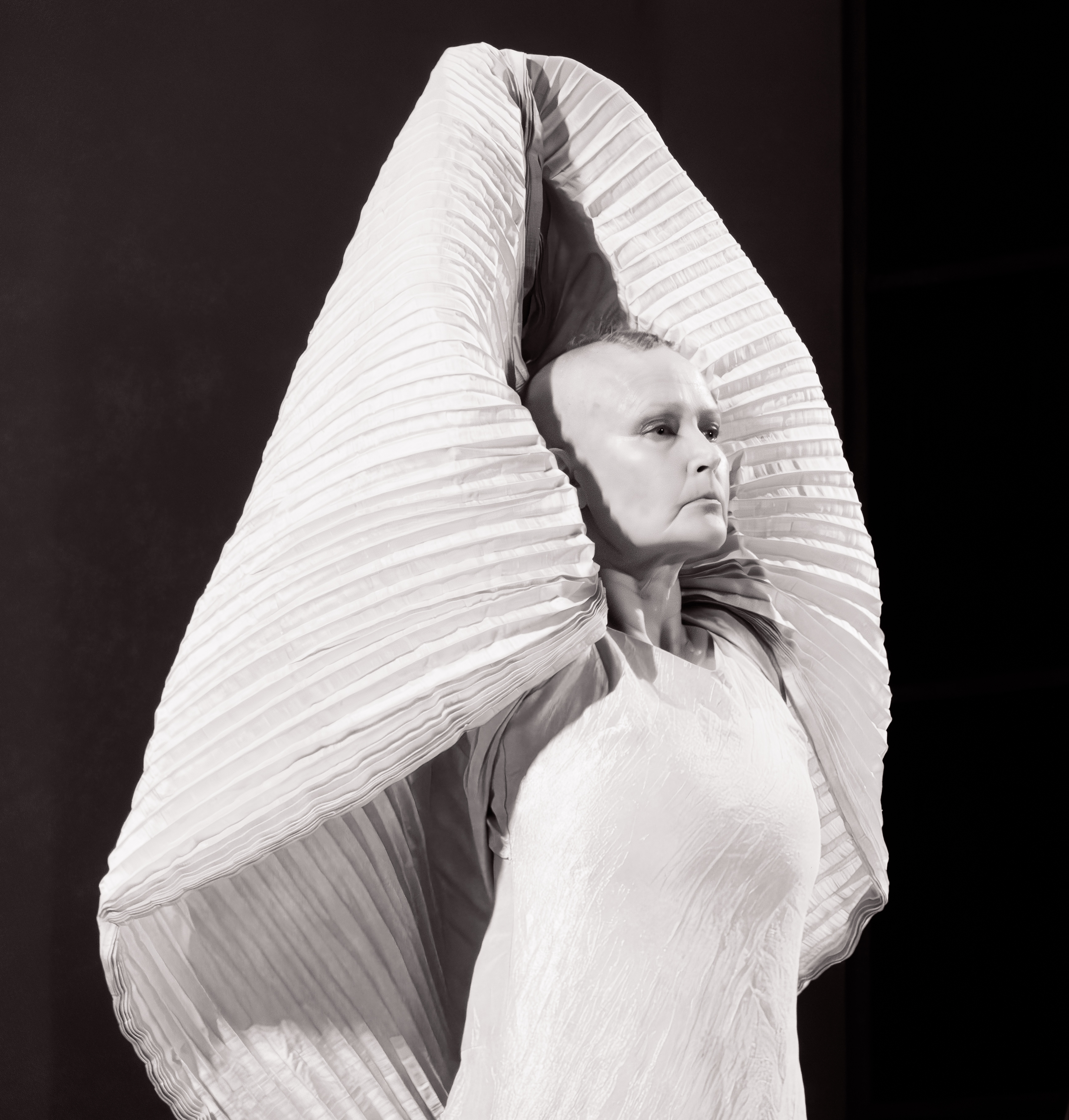
Virpi Pahkinen dansar till livemusik av koreografen Jonas Sjöblom i Kungsholms kyrka under Stockholms Kulturnatt 2022.